# Okrug Rasina
| Расински округ Rasinski okrug | Расински округ Rasinski okrug |
| Lage in Serbien               | Lage in Serbien               |
| ----------------------------- | ----------------------------- |
| Staat:                        | Serbien                       |
| Fläche:                       | 2.668 km²                     |
| Einwohner:                    | 259.441 (2002)                |
| Hauptstadt:                   | Kruševac                      |
| ISO 3166-2:                   | RS-19                         |

Okrug Rasina (serbisch Расински округ, Rasinski okrug) ist ein Verwaltungsbezirk in Zentralserbien.
Er besteht aus folgenden Gemeinden (opštine):
- Varvarin
- Trstenik
- Ćićevac
- Kruševac
- Aleksandrovac
- Brus

Dieser Bezirk hat laut Volkszählung 2002 eine Einwohnerzahl von 259.441. Der Hauptverwaltungssitz ist die Stadt Kruševac.
In der Umgebung von Kruševac befinden sich viele historische Stätten, z. B. „Lazars Stadt“ und die Kirche Lazarica, die zum Teil sehr gut erhalten sind und für die mittelalterliche serbische Baukunst stehen. Die Kirche Lazarica wurde 1376 anlässlich der Geburt von Lazar Hrebeljanovićs Sohn Stefan erbaut. Die Bauart dieser Kirche war der Prototyp der Moravska-Schule.
Der Donjon-Turm (Donjon Kula) ist eine mittelalterliche militärische Festungsanlage. Das Kloster Ljubostinja wurde von Prinzessin Milica, Lazars Ehefrau, im späten 14. Jahrhundert kurz nach der Schlacht auf dem Amselfeld und nach ihrem Rücktritt als Herrscherin errichtet und den Witwen der in der Schlacht gefallenen Männer gewidmet. Von Anfang an spielte das Kloster eine wichtige kulturelle Rolle.
Den wirtschaftlichen Schwerpunkt des Bezirks stellen Betriebe der chemischen Industrie: „Merima“, „Miloje Žakic“ und „Župa“. Auch sehr stark präsent ist die Metallindustrie „14. Oktobar“ in Kruševac und „Crvena Zastava“ in der Land- und Forstwirtschaft.
Koordinaten: 43° 30′ N, 21° 18′ O